# モスFK
モス・フォトバルクルブ（ノルウェー語: Moss Fotballklubb）は、ノルウェー・エストフォル県モスを本拠地とするサッカークラブである。

## 歴史
1906年8月28日設立。ノルゲセリエン設立の1937年に同リーグに参戦したが、1939年に降格した。1953年と1954年に再び1部に参戦したが、その後も再び降格した。1977年に昇格すると、1983年にノルウェー・カップを制覇した。1985年に降格するものの1987年に昇格し、同年初の1部優勝を記録した。しかし1990年に降格、以降は2部に所属することが多くなっている。

## 本拠地
本拠地はメレス・スタディオンで、4117座席を有しているが、リーグライセンスの関係で使用できる座席は2373席である。1939年に設立されて以来、このクラブの本拠地であり続けている。